# Eruption (chanson)
Pour les articles homonymes, voir Éruption.
Pistes de Van Halen
Runnin' With The Devil You Really Got Me
Eruption est un morceau instrumental de guitare électrique et de batterie du groupe de hard rock américain Van Halen de 1978. Ce morceau, qui se trouve en deuxième piste du premier album du groupe, Van Halen, consiste en un solo d'Eddie Van Halen, qui utilise notamment la technique du tapping à la fin du morceau. Ce morceau fait partie des solos les plus célèbres de l'histoire du rock et est un exemple de jeu technique très démonstratif à la guitare, typique des guitar heroes de l'époque.

## Présentation

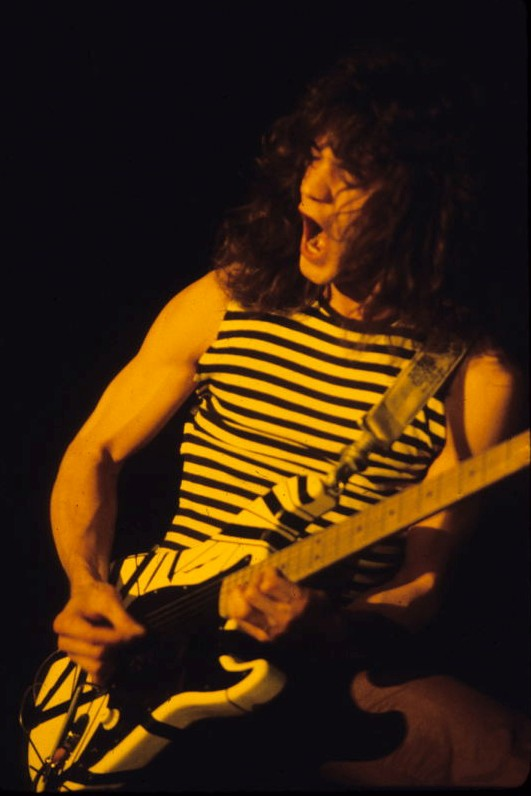
Eddie van Halen en concert en 1977.

Eruption est un solo de guitare joué par Eddie Van Halen. Durant 1:42 minute, le guitariste présente l'étendue de sa technicité à la guitare électrique : arpèges, jeu en quadruple croches, utilisation intensive de la tige de vibrato, et inclut du tapping, technique représentative du musicien.
Le morceau est la deuxième piste de l'album Van Halen, succédant au morceau Runnin' With The Devil. Très démonstratif, il est suivi par la reprise de You Really Got Me des Kinks.
À l'origine, Eruption est un exercice d'échauffement que joue Eddie Van Halen avant les concerts. Lors de l'enregistrement de l'album, Eddie Van Halen joue le solo pour se préparer à un prochain concert, alors que l'ingénieur du son laisse la bande magnétique tourner pour enregistrer ce qui pourrait s'avérer intéressant pour la suite. Eddie Van Halen l'enregistre en une seule prise. Lorsque le producteur Ted Templeman écoute le morceau, il décide de le faire figurer sur l'album. 